# Lepidonaxia defilippi
Lepidonaxia defilippi is een krabbensoort uit de familie van de Epialtidae. De wetenschappelijke naam van de soort is voor het eerst geldig gepubliceerd in 1872 door Targioni-Tozzetti.